# Mortons neurom

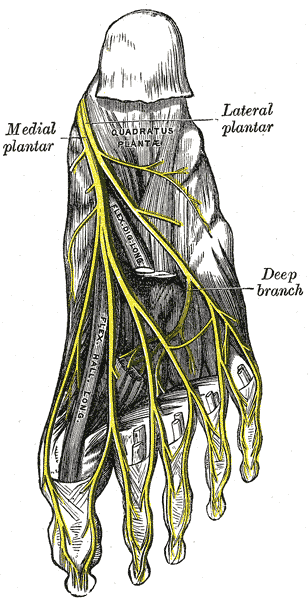
nervus mediale plantaris och nervus laterale plantaris

Mortons neurom innebär smärta i framfoten. Smärtorna beror på att en nerv kläms mellan två tåben. Tillståndet har fått sitt namn efter den amerikanske kirurgen Thomas George Morton. Det är ett vanligt tillstånd som drabbar fotens främre del. Det finns olika teorier runt etiologin bakom tillståndet. Det är inget riktigt neurom, utan snarare en spolformad degenerativ neuropati på grund av bildandet av fibros på interdigitala nerver, vanligast i utrymmet mellan andra och tredje,  eller tredje och fjärde tåbenen. 
Tillståndet anses orsakas på grund av tryck eller repetitiv irritation, vilket leder till förtjockning av nervstrukturen. Detta orsakar smärta och obehag vid viktbärande aktiviteter som exempelvis gång. Tillståndet är vanligare bland kvinnor. I Storbritannien har incidensen beräknats till 50,2 procent för män och till 80,2 procent för kvinnor per 100 000 invånare.

## Relevant anatomi

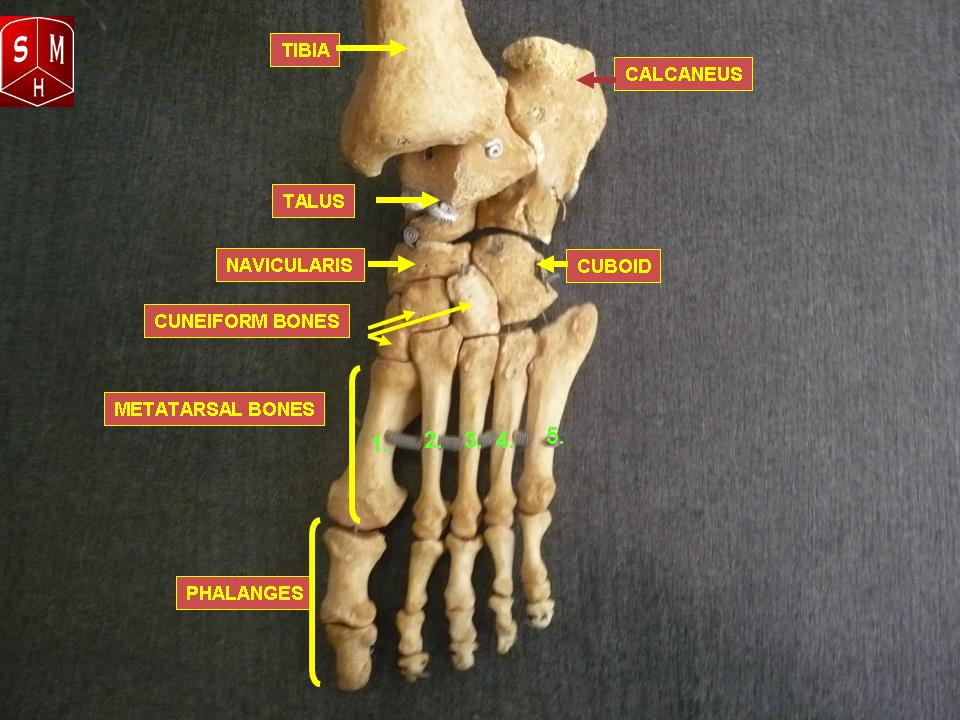
anatomi fot

Nervus plantaris medialis och nervus plantaris lateralis springer ur nervus tibialis. De innerverar de olika strukturerna under foten. De interdigitala nerverna är förgreningar av de här nerverna. Nervus plantaris medialis innerverar vanligtvis tår 1-3 och nervus plantaris lateralis innerverar normalt tår 4 och 5. Mortons neurom är vanligare mellan tå 3 och 4 då utrymmet är trängre här än mellan de andra tårna. Digitalnervern mellan de här tårna innerveras av både nervus plantaris medialis och nervus plantaris lateralis, vilket medför att den blir tjockare och mer känslig för kompression.

## Orsaker
Olika teorier som föreslagits är:
- kronisk traktionsskada
- inflammatoriskt på grund av slemsäcksinflammation mellan metatarsalben
- kompression av djupt intermetatarsalt transversellt ligament
- ischemi av vasa nervorum (blodkärl som försörjer nervstruktur).

## Symptom
Typiska problem är upplevelse av parestesier inom området som försörjs av den påverkade nerven, tillsammans med smärta i främre delen av foten när den belastas. Den vanligaste beskrivningen av smärtan är att den är brännande. Över 50 procent av drabbade beskriver förändrad känsel och att det känns som att de har en sten i skon. Besvären förvärras ofta av promenader, användande av trånga skor och löpning. Vanliga symptom:
- ilande nervsmärta i framfoten vid belastning
- smärta vanligtvis lokaliserad mellan 3:e och 4:e tån men kan förekomma mellan 2:a och 3:e
- smärtan mest uttalad vid användande av skor, men kan förekomma barfota
- ibland förekommer känselbortfall i tår.[3][2]

## Diagnos

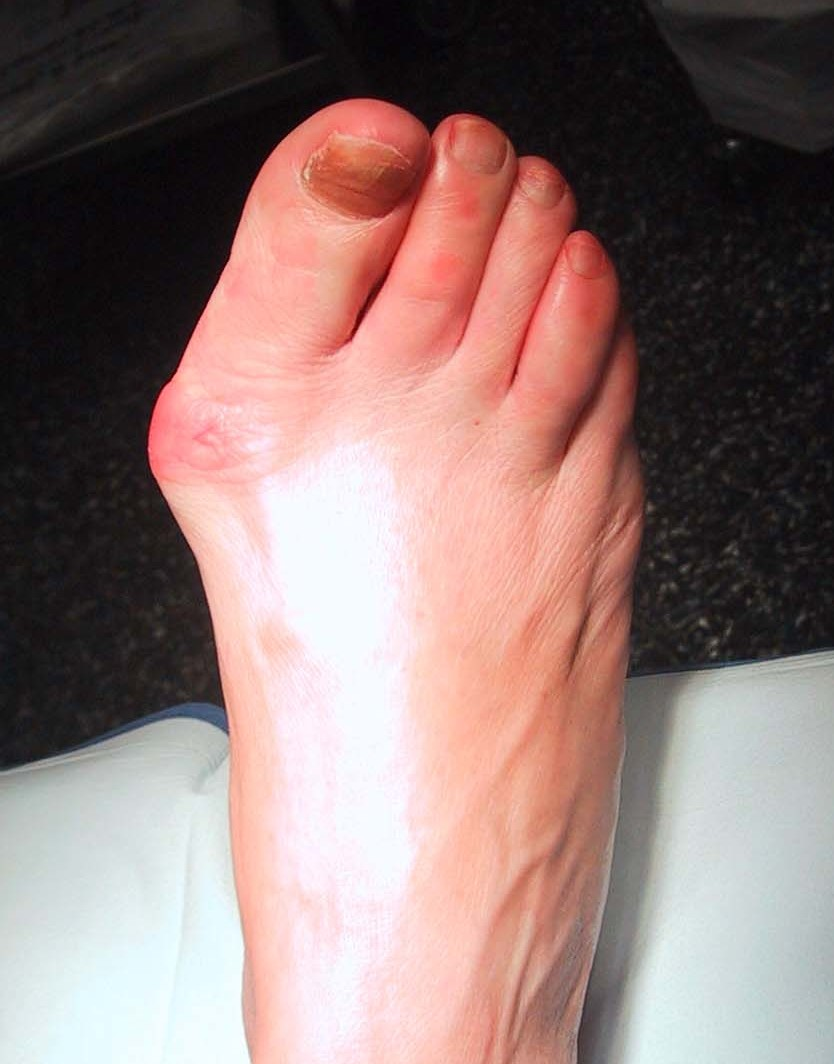
hallux valgus

Diagnosen är främst klinisk, det vill säga att vårdgivaren bedömer tillståndet baserat på sjukhistoria och undersökning. Förekomst av hallux valgus anses vara en viktig predisponerande faktor, då stortån trycker på övriga tår, vilket leder till ökat tryck på övriga tår. Främre fotvalvsinsufficiens kan vara en viktig faktor. Ett test som föreslagits är mulders tecken. Det går ut på att fotens metatarsalben kläms ihop samtidigt som tryck anläggs mellan tåbenen under foten. Testet anses positivt om det uppstår ett klick och om patientens smärta kan reproduceras.
Andra test som föreslås är perkussionstest, där man slår med finger eller reflexhammare över nervstrukturen både under fot och på ovansida. Testet är positivt om smärtan reproduceras. Att slå lätt på den påverkade tån kan också medföra en annorlunda känsla jämfört med de andra tårna.

### Radiologiska undersökningar
Vid oklarheter kan foten behöva undersökas med ultraljud, MR och röntgen. Röntgen kan delvis utesluta andra orsaker. Ultraljud anses ha hög diagnostisk säkerhet. Nackdelen är att undersökningsmetoden är starkt beroende av skickligheten hos den som utför den. MR anses vara golden standard för bedömning av denna sjukdom.

### Differentialdiagnoser
Följande tillstånd kan ge liknande besvär:
- ganglion
- synovit i metatarsofalangealleden
- mjukdelstumörer (schwannom)
- freibergs sjukdom (osteokondros) som påverkar metatarsalbenen i foten
- stressfraktur
- enkondrom
- stressfraktur
- Morbus Köhler
- jättecellstumör i senskida.[5][3]

## Åtgärder
Åtgärderna för detta tillstånd kan delas upp i icke operativa och operativa.
icke operativa åtgärder:
- pelott
- kortisoninjektion
- Rymliga skor

Den vanligaste typen av pelott går ut på att öka utrymmet mellan metatarsalbenen.
Vid operativ åtgärd utförs ligamentklyvning för att skapa ökat utrymmer för nerven.

### Mediciner

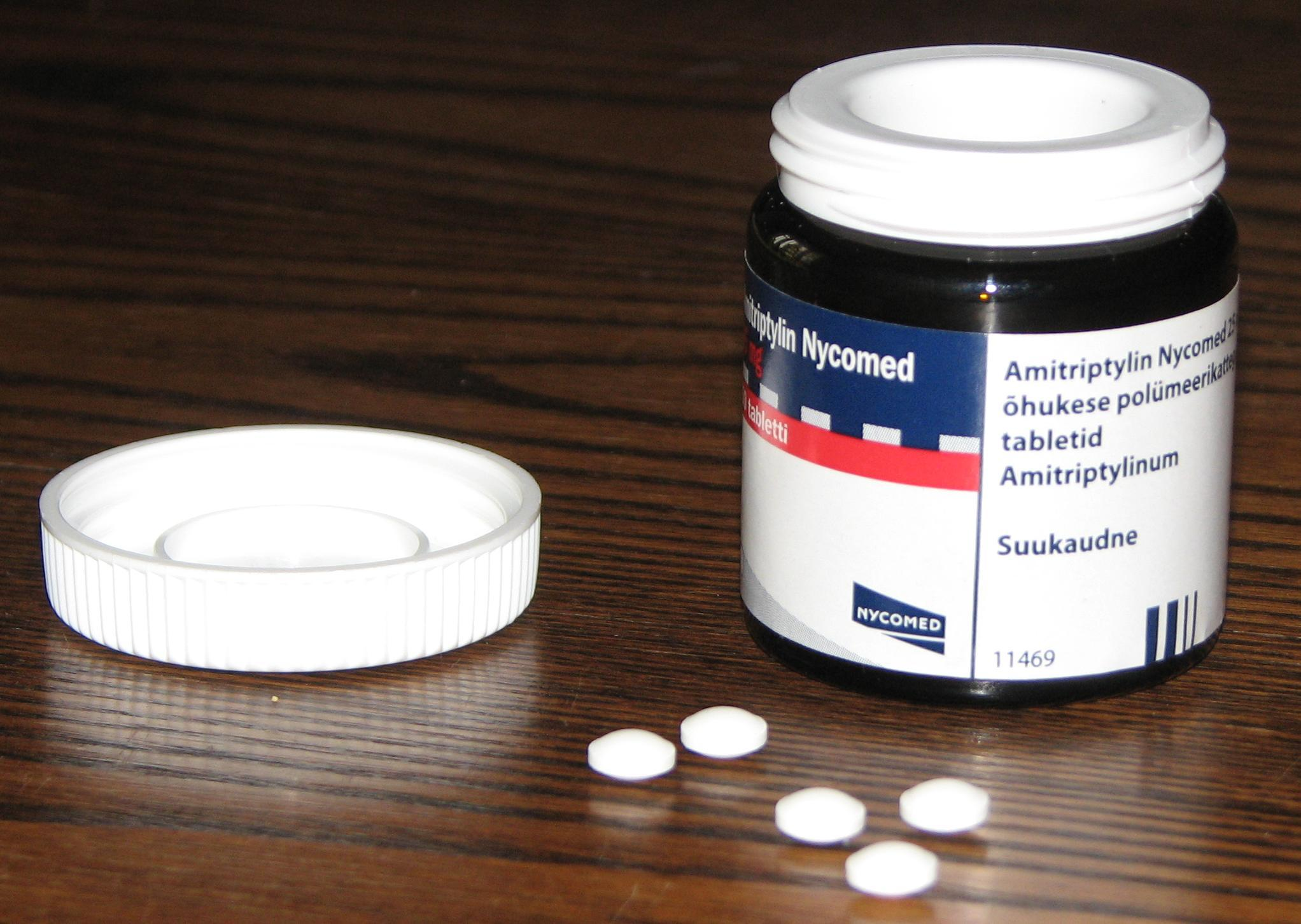
Saroten

Olika typer av mediciner kan provas. Tricykliska antidepressiva mediciner som saroten kan ha effekt. Även gabapentin kan provas då den kan minska smärtan. Antiinflammatoriska mediciner kan provas. Kortisoninjektioner, både ultraljudsvägledda och blinda, kan prövas, men de har oftast tillfällig effekt. Behandlingen kan riskera atrofi av subkutant fett samt av den plantara trampdynan. Missfärgningar i hud kan uppstå. Kortisonet kan också skada ledkapseln till närliggande tåled, vilket kan leda till deformitet av tån.